# Judith Hartenstein
Judith Hartenstein (* 1964 in Bonn) ist eine deutsche evangelische Theologin.

## Leben
Im Jahr 1983 begann sie mit dem Studium der evangelischen Theologie in Bonn und Berlin. 1991 legte sie die erste theologische Prüfung bei der Evangelischen Kirche im Rheinland ab. 1997 wurde sie an der Humboldt-Universität zu Berlin zur Dr. theol. promoviert. Im Anschluss daran absolvierte sie ihr Vikariat bei der Evangelischen Kirche im Rheinland. Von 1999 bis 2001 arbeitete sie als Assistentin an der Kirchlichen Hochschule Wuppertal (bei Klaus Haacker). 2001 wurde sie ordiniert und erhielt eine Stelle als Assistentin an der Philipps-Universität Marburg (bei Angela Standhartinger), wo sie sich 2006 im Fach Neues Testament habilitierte. Nach kurzer Tätigkeit als Pfarrerin zur Anstellung in der Evangelischen Kirche im Rheinland ab 2007, unterbrochen von Lehrstuhlvertretungen und Gastprofessuren in Mainz und Berlin, erhielt sie 2010 eine Stelle als Lehrkraft für besondere Aufgaben an der Universität Koblenz-Landau, Campus Koblenz. Seit Oktober 2013 lehrt sie dort (am Campus Landau) als Professorin für Evangelische Theologie mit dem Schwerpunkt Neues Testament und Religionspädagogik.

## Schriften (Auswahl)
- Die zweite Lehre. Erscheinungen des Auferstandenen als Rahmenerzählungen frühchristlicher Dialoge. Berlin 2000, ISBN 3-05-003534-X.
- Charakterisierung im Dialog. Maria Magdalena, Petrus, Thomas und die Mutter Jesu im Johannesevangelium im Kontext anderer frühchristlicher Darstellungen. Göttingen 2007, ISBN 3-525-53987-8.
- als Herausgeberin mit Silke Petersen und Angela Standhartinger: „Eine gewöhnliche und harmlose Speise“? Von den Entwicklungen frühchristlicher Abendmahlstraditionen. Gütersloh 2008, ISBN 3-579-08027-X.
- als Herausgeberin mit Michaela Bauks und Katharina Galor: Gender and Social Norms in Ancient Israel, Early Judaism and Christianity. Texts and Material Culture. Göttingen 2018, ISBN 352555267X.